# كارلوس مونتويا
كارلوس مونتويا (بالإسبانية: Carlos Montoya) هو عازف قيثارة وموسيقي إسباني، ولد في 13 ديسمبر 1903 في مدريد في إسبانيا، وتوفي في 3 مارس 1993 في نيويورك في الولايات المتحدة بسبب نوبة قلبية.

## وصلات خارجية
- كارلوس مونتويا على موقع IMDb (الإنجليزية)
- كارلوس مونتويا على موقع الموسوعة البريطانية (الإنجليزية)
- كارلوس مونتويا على موقع ميوزك برينز (الإنجليزية)
- كارلوس مونتويا على موقع ديسكوغز (الإنجليزية)
- كارلوس مونتويا على موقع قاعدة بيانات الفيلم (الإنجليزية)